# (9959) 1991 VF2
1991 في أف 2 (ويعرف أيضًا باسم (9959) 1991 في أف 2 وفق تسمية الكوكب الصغير) (بالإنجليزية: 1991 VF2)‏ هو كويكب ضمن حزام الكويكبات؛ وترتيبه 9959 من حيث الاكتشاف.
اكتُشف هذا الجُرم الفلكي بواسطة سيجي أويدا في 9 نوفمبر 1991.

## وصلات خارجية
- (9959) 1991 VF2 في قاعدة بيانات مختبر الدفع النفاث لأجرام النظام الشمسي الصغيرة

- الاكتشاف · مخطط المدار ·  العناصر المدارية · المعلمات المادية

- (9959) 1991 VF2 على موقع ويكي سكاي: DSS2, SDSS, GALEX, IRAS, Hydrogen α, X-Ray, Astrophoto, Sky Map, Articles and images